# Triptofano 5-monoossigenasi
La triptofano 5-monoossigenasi (nota anche come triptofano idrossilasi, o TPH) è un enzima appartenente alla classe delle ossidoreduttasi, che catalizza la seguente reazione:
L-triptofano + tetraidrobiopterina + O2 ⇄ 5-idrossi-L-triptofano + 4a-idrossitetraidrobiopterina

## La pathway di sintesi della serotonina
L'enzima interviene nell'idrossilazione in posizione 5 del triptofano, portando alla formazione del 5-idrossitriptofano, intermedio da cui origina la serotonina.
Il centro attivo dell'enzima contiene ferro(II) mononucleare. La sua attività può essere incrementata variandone il grado di fosforilazione: una protein chinasi attivata dal calcio (ad esempio la protein chinasi A) induce la fosforilazione dell'enzima, portandolo dalla forma inattiva (defosforilata) a quella attiva (fosforilata).

## Destino della 4a-idrossitetraidrobiopterina
La 4a-idrossitetraidrobiopterina generata può deidratarsi a 6,7-diidrobiopterina, sia spontaneamente, sia mediante l'azione della 4a-idrossitetraidrobiopterina deidratasi (numero EC 4.2.1.96). La 6,7-diidrobiopterina può essere enzimaticamente ridotta a tetraidrobiopterina (dalla 6,7-diidropteridina reduttasi, numero EC 1.5.1.34) o lentamente si trasforma nel composto più stabile 7,8-diidrobiopterina.